# 震災
震災（しんさい）は、地震によって引き起こされた災害のこと。大規模なものを大震災（だいしんさい）という。

## 概要
震央の地震動の規模は科学的に評価され、国際的にもマグニチュード等によって表現される。また、それが地中を伝わって各地域で観測された揺れの程度は、各地域毎に震度等で表現される。
一方、日本の大規模地震対策特別措置法第2条1号では地震災害を、「地震動により直接に生ずる被害及びこれに伴い発生する津波、火事、爆発その他の異常な現象により生ずる被害」と定義している。

## 地震の名称と震災の名称
日本では、大規模な地震が発生した場合に、自然現象としての「地震」と、それにより引き起こされた「震災」を、それぞれ別の名称で呼ぶことがある。以下に例を示す。
| 発生年月日                | 「地震」の名称（命名者）               | 「震災」の名称（命名者）                 |
| ------------------------- | -------------------------------------- | ---------------------------------------- |
| 1923年（大正12年）9月1日  | 関東地震（公的機関による命名ではない） | 関東大震災（公的機関による命名ではない） |
| 1995年（平成7年）1月17日  | 兵庫県南部地震（気象庁）               | 阪神・淡路大震災（日本政府）             |
| 2011年（平成23年）3月11日 | 東北地方太平洋沖地震（気象庁）         | 東日本大震災（日本政府）                 |

気象庁は、1）災害発生後の応急・復旧活動の円滑化を図る、2）災害における経験や貴重な教訓を後世に伝承することを期待する、の2つの目的で、顕著な災害を起こした自然現象について名称を定めているが、地震についての基準は次のようになっている。
- （ア）地震の規模が大きい場合
  - 陸域：M7.0以上（深さ100 km以浅）かつ最大震度5強以上
  - 海域：M7.5以上（深さ100 km以浅）であり、かつ最大震度5強以上または津波の高さ2 m以上
- （イ）顕著な被害が発生した場合（全壊家屋100棟程度以上の家屋被害、相当の人的被害など）
- （ウ）群発地震で被害が大きかった場合等

地震の名称と震災の名称はしばしば混同されるが、気象庁は公式サイトのよくある質問に次の通り回答しており、両者を区別している。
一方、日本政府が震災に対して命名をする基準は明確に定められていない。

## 揺れによる災害
地震の強い揺れによって引き起こされる災害。強い振動によって崖や斜面が崩壊したり、人為的建造物が破壊される。

### 揺れの大きさ

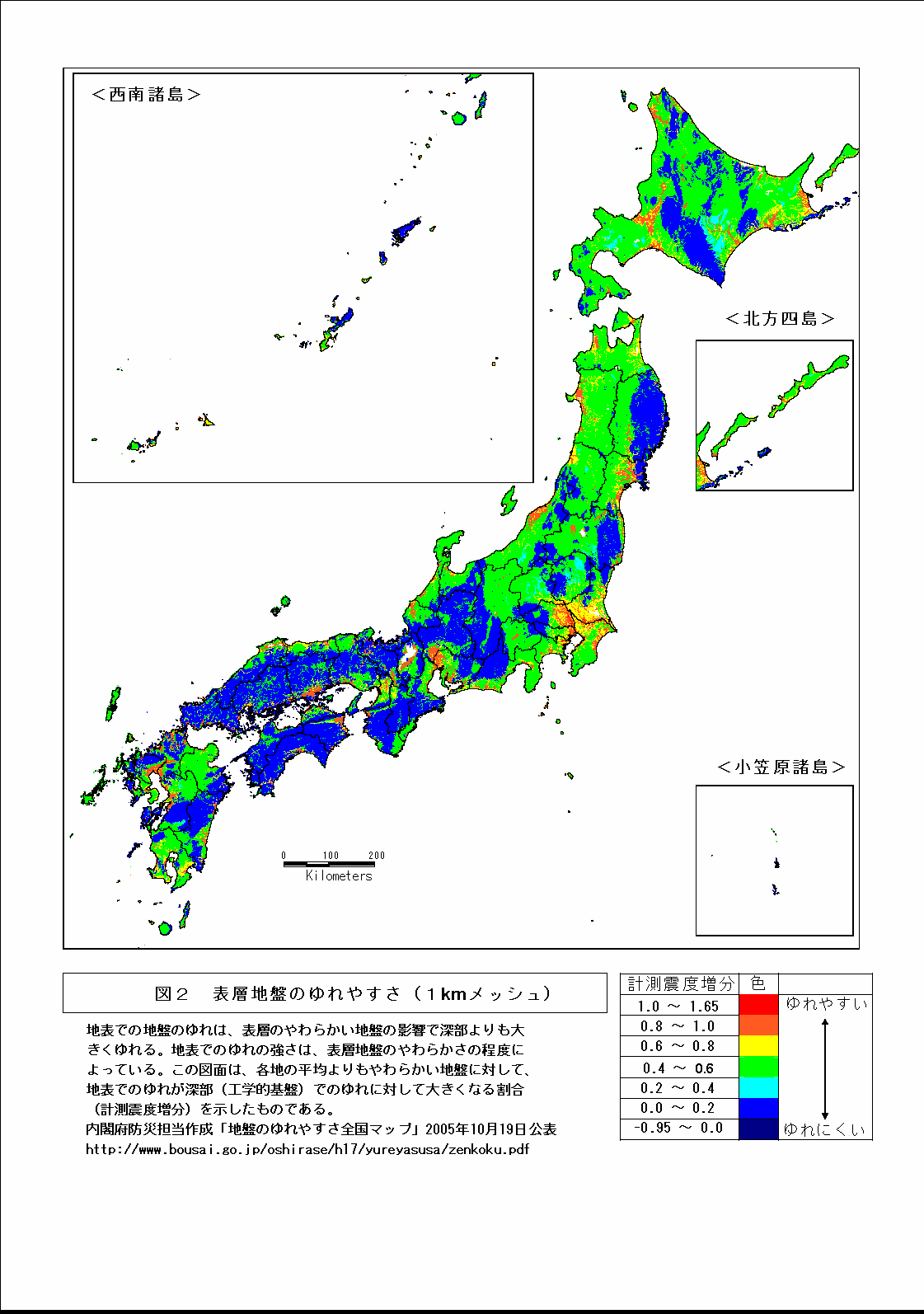
「表層地盤のゆれやすさ全国マップ」内閣府 地震・火山対策担当作成 2005年10月19日発表

揺れが大きいほど被害が大きくなる。揺れの強度は基本的に地震自体の強さ、震源からの距離、地盤の構造によって決まる。地震自体の強さはマグニチュードで示される。マグニチュード8クラス以上の地震を一般に巨大地震と呼び、震源地から数百kmの広い範囲で大きな被害が出る。マグニチュード7クラスの地震でも震源が地下の浅いところにあれば震源周辺に激甚な被害を与える。
1923年に発生した大正関東地震（関東大震災）はマグニチュード7.9の巨大地震だったが、東京府・房総半島・神奈川県・伊豆半島の全域が震度6の激震に襲われた。1995年の兵庫県南部地震（阪神・淡路大震災）はマグニチュード7.3で、神戸市・淡路島を中心に震度7を観測し、震源に近い神戸市や阪神間に大きな被害を与えた。2011年の東北地方太平洋沖地震（東日本大震災）はマグニチュードは9.0で、宮城県栗原市で震度7を記録した一方で、当地では死者はでなかった。また、東北から関東までの広い範囲を震度6弱以上の揺れが襲った一方で、全壊棟数は想定より大幅に少なかった。この地震では、木造家屋に影響が大きい周期の地震波形が少なく、建物に影響が少ない周期の地震波が強かった（津波による被害については後述）。
大きな地震があったとき、わずか数十 - 数百m隔てた場所で被害が大きく違うことがある。これは地質構造によって揺れ方がかなり違うことが原因。すなわち地下の浅いところに硬い岩盤があるような場所では揺れは比較的小さいが、砂や粘土が厚く積もった場所では揺れが大きくなる（数十km離れた2地点でも一方が地震動を観測し、一方では無感ということがある）。同じ原理で、谷間を埋め立てた造成地も揺れが大きくなる傾向がある。日本全国の揺れやすさについては国土省が調査した結果が公表されている。上図参照。大河の河口周辺の沖積層では、震度が1ポイント近く高くなる（赤く表示されている範囲）ことが想定されている。
揺れの大きさを表す単位に、振幅、加速度（ガル）、震度がある。振幅は揺れ幅の大きさを、加速度は揺れの速さを物理的に示す。震度は以前は人間の感覚で評価したものが発表されていたが、1996年以後震度計（強震計）により自動的に観測された値が発表されるようになった。観測点が増加したことで新しい地震ほど大きな値が記録される傾向がある。

### 山崩れ、崖崩れ
不安定な急斜面が強い揺れによって崩壊する現象。谷の上流部でがけ崩れが発生した場合、岩石や土砂が谷筋に沿って長い距離を走る岩屑なだれ（がんせつなだれ）や地盤の深い部分も同時に崩れる深層崩壊となる。崩壊によって斜面上にあった山林、田畑、住居、道路が被害を受け、更に落下した大量の土砂によって田畑や住居や道路が埋められる。山間部の河川では大量の土砂によって渓谷が埋まってダムを形成することがある。このダムは不安定なので後日決壊して下流域に水害をもたらす。1847年の善光寺地震では、善光寺平の西にある虚空藏（こくぞう）山が崩壊し、麓の犀川に高さ65mにもおよぶ天然ダムが形成された。このダムは地震発生の19日後に決壊し、善光寺平一帯に大規模な水害をもたらした。

### 地割れ・液状化現象
地震の揺れによって地面に亀裂が入るのが地割れである。
液状化現象（古くは『流砂現象』と呼ばれた）は、地下に水を大量に含んだ厚い砂層が存在する場合に発生する。通常は固体化している含水砂層が強震動によって流動化して地割れを生じ、割れ目から砂が吹き出たり（噴砂現象）、地面の沈下を引き起こしたりする。
1923年の関東大震災では、神奈川県茅ヶ崎市中島の道路で「地下水を噴きだした地割れに少女が落ちて溺死した」という目撃証言がある。
1948年の福井地震では、福井市和田出作町の水田で37歳の女性が地割れに落ち、胸まで埋まって死亡した（詳細は当該記事を参照）。
1964年の新潟地震では、旧信濃川の河道であった場所で建物の沈下や傾斜が多発した。新潟市小針で25歳の女性が地割れに転落して死亡し、また山形県酒田市でも女子中学生が地割れに転落して死亡した（詳細は当該記事を参照）。
1995年の阪神・淡路大震災では、神戸港の護岸の各所に砂を使用していたため、液状化によって岸壁が沈下し、港湾が長期間使用不能になった。

### 建造物の損傷や崩壊と火災
強い揺れによって建物の柱組や壁が破壊され、建造物が損傷・崩壊し、中にいた人を埋めてしまう。調理や暖房に火を用いている時に建物が崩壊すると火災を引き起こす。
倒壊
建築物側の要因として、木造瓦葺き構造や古い耐震基準による建物（既存不適格）であったり、建設時点で耐震基準を満たしていない違法建築物は倒壊の危険性が高くなる。しかし、最新の耐震基準を満たしていても建築基準法の地域係数により強度基準が軽減された建築物では倒壊の危険性が高くなる。一方、新耐震基準を満たしていても複数回震度7程度の揺れが加わり倒壊した例が熊本地震において報告された。
日本国外の地震では、鉄筋や鉄骨構造を持たず「土を固めて乾燥しただけの日干し煉瓦」を積み上げた構造物が容易に倒壊している。
火災
関東大震災では、炊事用の火が火災の主原因であったが、阪神・淡路大震災では停電後の復電（通電）による電気火災が大きな原因であった。これは倒壊によって損傷した屋内配線が短絡した状態のまま停電が復旧し、短絡した配線が発熱して周辺の可燃物を発火させる現象で通電火災と呼ばれている。地震時の火災は消火が極めて困難。地震による火災の特徴を列記する。
- 多数の個所で一斉に発生する。
- 水道管が破壊されて消火用水が供給できない。
- 崩壊した建物の破片が道路に重なり通行を阻害する。
- 停電による信号故障により道路の通行が混乱する。

これらによって消防署による消火活動が十分に実施できない。また津波により堆積した瓦礫はバクテリアの発酵熱が出火原因となり発熱・出火することがある。
大きな地震では多数の橋梁や高架道路・高架線路が破損や落下するため、交通網が寸断される。阪神・淡路大震災では、神戸市の大火災、山陽新幹線の高架の落下、高速道路の転倒等の被害を出し、現代社会の地震に対する弱点を明らかにした。

## 断層周辺の地形変形による災害
地震は、震源断層に沿って岩盤がずれ動くことで発生するため、断層周辺では地形の変形が起こる。正断層や逆断層が動いた場合、断層を境に地面の上昇や下降が起こる。活断層データベースには、日本の主な活断層の、一回の地震に伴ってずれ動く量（単位変位量）などのパラメータや、それらの算出根拠となった調査データがまとめられている。

### 津波
海底で大きな地震が起こった場合、海底地盤の変位が海水を動かし津波が発生する。大規模な津波は伝播範囲が非常に広いため、直接地震動を感じなかった海岸まで巨大な津波が襲うことがある。日本は過去何度も津波の被害を受けており、気象庁は警戒や予報に力を入れている。2011年の東北地方太平洋沖地震はマグニチュード9.0と日本の観測史上最大規模の地震が日本近海で発生し、東日本の太平洋沿岸へ津波が押し寄せ非常に大きな被害を与えた（犠牲者と損害の多くは津波によるもので、強震動による家屋倒壊などでの被害の割合は比較的少なかった）。地震を原因とする津波被害で、海底地震に起因しない例として1792年に九州で起こった島原大変肥後迷惑がある。この事件は雲仙岳の火山活動に起因するマグニチュード6.4の地震で島原にある眉山が崩壊し、大量の土砂が島原海に流れ込んで津波を発生したもの。津波の被害は島原対岸の肥後（熊本県）が最も大きかった。日本国外では2004年にインド洋で発生した大津波などの事例がある。

### 地面の水没や浅海の陸化
1662年の寛文近江・若狭地震では地盤の上下が大きな被害を与えた。地震によって琵琶湖沿岸が沈下し84haの田畑が水没したといわれている。この地震では北部の三方五湖周辺で地盤の上昇があり、河口が高くなったため川の水が海に行かずに周辺にあふれ、田畑や村落が水没する被害を出した。1804年の象潟地震では、最上川河口の酒田が大きな被害を受けた。象潟は、浅海に小島が点在してその風景の良さを松尾芭蕉にも謳われたが、この地震で海底が約2m上昇して一帯が陸地になり名勝が消滅した。

## ライフラインが破壊されたことによる災害

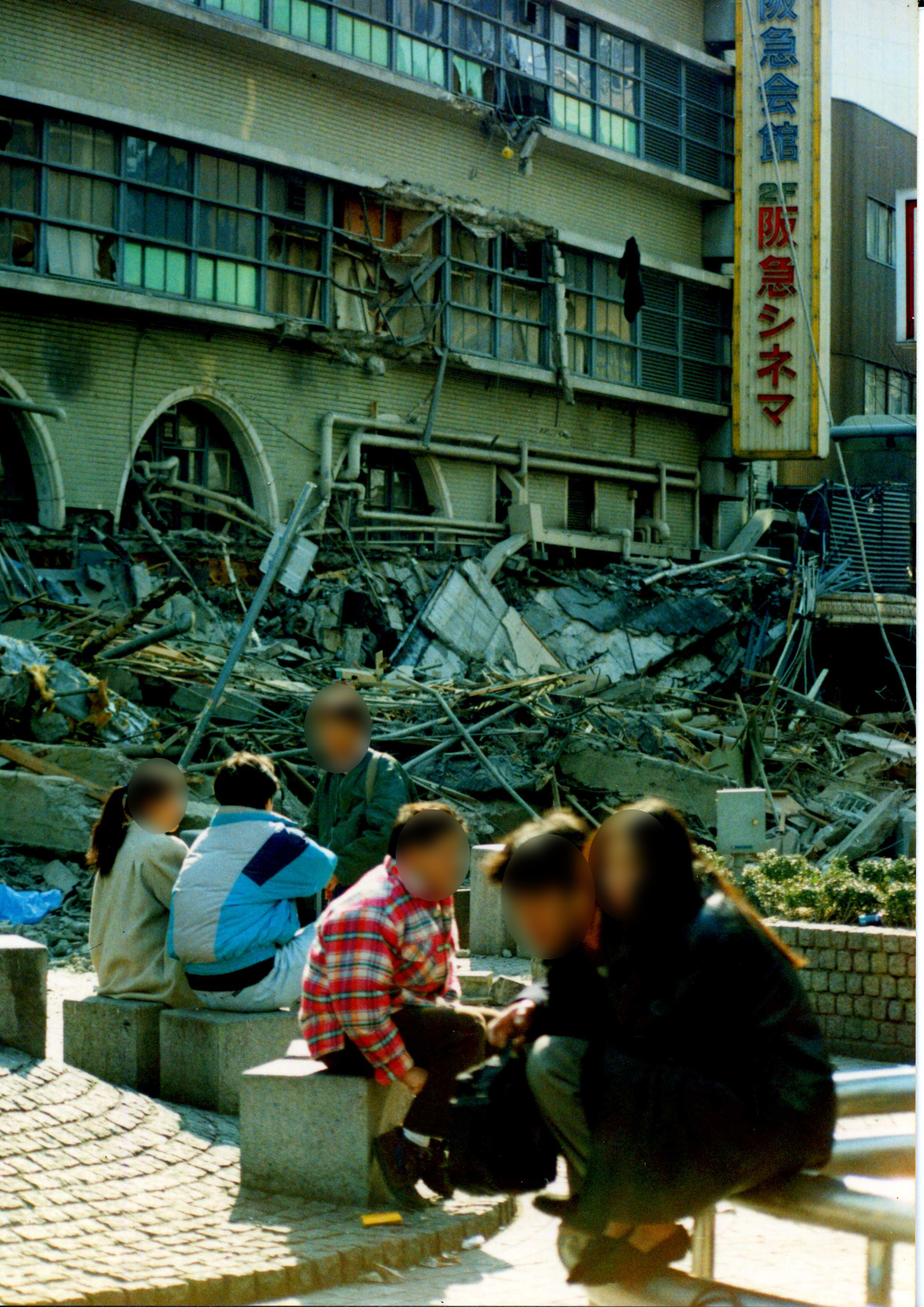
阪神・淡路大震災当日の阪急会館（阪急三宮駅の神戸阪急ビル 1995年1月17日）

大地震が起こった場合、上記の直接的な被害に加えて様々な災害が長期間続く。

### 地震直後
地震によって送電線や変電設備が被害を受け停電となる。水道管やガス管は各所で破断するため断水や都市ガスの途絶が起こる。配管類の損傷は、地下から建物に入るまでの間の被害が最も多い。これは地面の揺れと建物の揺れに若干のずれがある事が原因である。病院や役所では自家発電設備や上水の備蓄設備を有しているところが多いが一般家庭では直接被害を受ける。電気・水・ガスが無い状態では、食事・トイレ・風呂等の通常の生活が出来なくなる。また危険地域と見なされた場所に居住する市民等は避難所へ移動するが、ここでは食事や睡眠にも支障をきたし、暑熱や寒気に対して十分な対処がなされていない。これらの状況によって体調を崩す人が出てくる。

### 中・長期的な影響

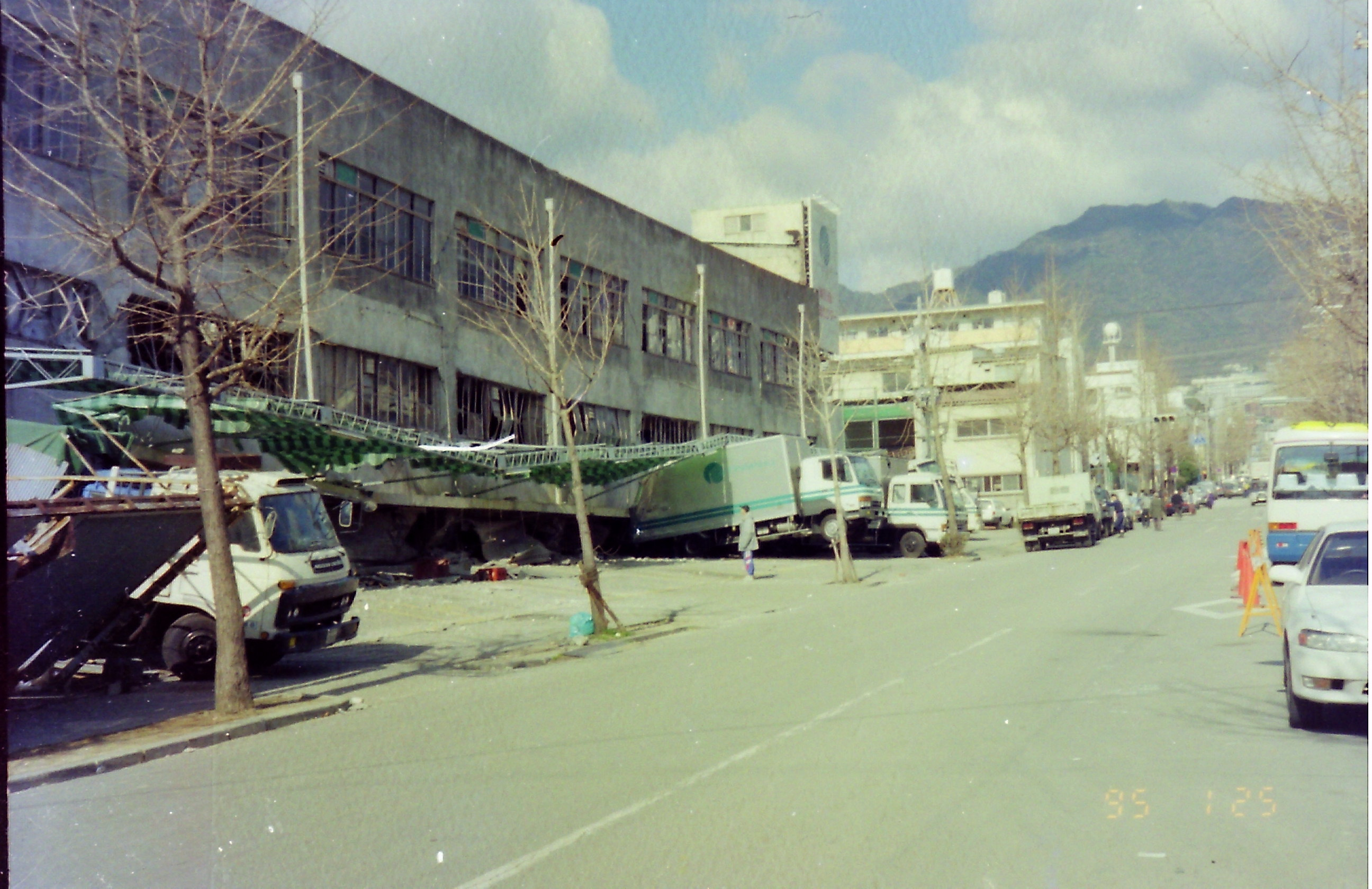
灘区内にあった大丸神戸配送センターの1階部分が完全に押し潰された様子。
この崩壊で、駐車中のトラックの後部を、1階部分の張り出した屋根のひさし部位が直撃し、運転席が跳ね上がった。（写真中央のトラック）
1995年1月25日撮影。

阪神・淡路大震災の際は、阪神高速道路の倒壊を始めとして多くの道路や、鉄道用高架の崩落の被害が甚大で通行不能箇所が多発した。また大型商業施設などの配送センターでは、建物の崩壊や配送トラックの大破などの表には中々目に見えない影の被害も大きかったので、被災地では生鮮食料品の供給がほとんどなくなった。この状況は、自衛隊やボランティアなどによる主要道路網の瓦礫撤去や、被災した配送車両に代わる各地から駆けつけた物流の応援体制がようやく整うまで、約2週間以上継続した。
これらの弊害も重なり、避難所での生活が長引くと心理的にも疲労が溜まり、病気になる人が出てくる。居住地の早期復旧が困難と判断された市民は、仮設住宅に移動することになる。旧来の地域コミュニティーから断絶した生活が続くので、特に高齢者にとって辛いものがある。

## 安全対策
発電施設、貯水施設、ガス施設、揮発油施設、交通施設、通信施設などは、震災に対する高度な安全対策が求められる。また通常の災害対策関連法とは別個に制定されている特別法が存在する原子力事故については災害対策として一層の安全が求められている。

## 人為的災害
地震や火災に対する恐怖感や人種差別的発想による流言・飛語が飛び交い、暴動・焼き討ち・外国人襲撃等の事件が発生することがある（日本では関東大震災での事例が報じられた）。

## 関連書籍
- 柴山知也 『3.11津波で何が起きたか - 被害調査と減災戦略』早稲田大学出版部〈早稲田大学ブックレット＜「震災後」に考える＞〉、2011年。ISBN 9784657113047。